# Triptan
Els triptans o agonistes selectius dels receptors 5-HT1 (o, més senzillament, agonistes de la serotonina) són una família de fàrmacs basats en la triptamina i utilitzats com a medicament abortiu en el tractament de migranyes i la cefalàlgia histamínica de Horton. No són efectius per al tractament del mal de cap tensional, excepte en persones que també experimenten migranyes. Els triptans no alleugen altres tipus de dolor.
Els fàrmacs d'aquesta classe actuen com a agonistes per als receptors 5-HT1B i 5-HT1D de la serotonina als vasos sanguinis i les terminacions nervioses del cervell. El primer triptan disponible clínicament va ser el sumatriptan, que es comercialitza des de 1991. Els triptans han substituït en gran part les ergotamines, una classe més antiga de medicaments que s'utilitza per alleujar la migranya i la cefalàlgia de Horton.

## Exemples
Els comercialitzats a l'estat espanyol:
- Sumatriptan (EFG, Imigran), el primer a comercialitzar-se.
- Rizatriptan (Maxalt).
- Zolmitriptan (EFG, Zomig).
- Naratriptan (Naramig), vida mitjana llarga.
- Almotriptan (Almogran).
- Eletriptan (Relert), vida mitjana llarga.

## Comparativa
Conclusions:
El sumatriptan presenta certs avantatges sobre els altres agents de segona generació donada la seva disponibilitat per a diferents vies d'administració, el seu perfil de seguretat ben establert i disposar d'una àmplia experiència en la pràctica clínica actual en la qual constitueix l'estàndard de tractament, permetent un bon control de la migranya de nombrosos pacients.
En pacients amb un historial de migranyes no adequadament controlada amb sumatriptan (per manca d'eficàcia o intolerància dels efectes adversos), podria estar indicat un dels nous agents. En aquest sentit, sembla que tant el rizatriptan, com el zolmitriptan presenten com a avantatge davant el sumatriptan la seva rapidesa en l'inici de la seva acció. El paper en terapèutica del naratriptan sembla més restringit que el dels anteriors agents; tot i mostrar un millor perfil de tolerabilitat i de menor recurrència de la cefalea, el seu lent inici pot resultar un factor limitant.
L'experiència clínica disponible amb eletriptan i almotriptan és més limitada.